# Рт Хафун
Рт Хафун (сомал: Raas Xaafuun) је најисточнија тачка континенталног дела Африке и Сомалије. Налази се на 10°45‘ сгш и 51°04‘ згд.

## Географија
Рт је смештен на полуострву Хафун, у сомалском региону Бари, које је са остатком копна повезано превлаком. Недалеко одатле је и мали град Хафун, клима је топла и сува, пустињска.